# Hermann Grotefend

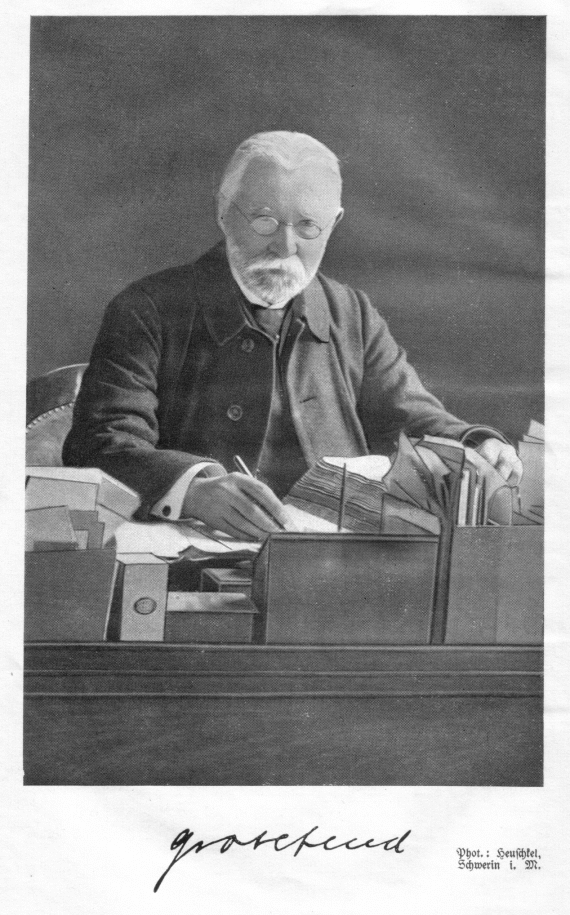
Hermann Grotefend.

Hermann Grotefend (Hannover, 18 januari 1845 – Schwerin, 26 mei 1931) was een Duits archivaris en historicus.

## Leven en betekenis
Hermann Grotefend studeerde van 1864 tot 1870 geneeskunde en aansluitend geschiedenis. Na zijn promotie werkte hij bij het Koninklijk Rijksarchief in Breslau. In 1874 verhuisde hij naar Aurich. In 1876 werkte hij bij het stadsarchief in Frankfurt am Main en hij kreeg in 1887 de leiding over het archief van Schwerin.
In 1891-1898 publiceerde hij in Hannover zijn Zeitrechnung des deutschen Mittelalters und der Neuzeit, welk tot op de dag van vandaag een onovertroffen rekenhulpmiddel is om geschiedkundige dateringen om te rekenen naar hedendaagse gregoriaanse kalenderdatums (bijvoorbeeld vanuit de Franse republikeinse kalender, vanuit de middeleeuwse lokale kalenders of vanuit de Romeinse kalender).
Een beknopte versie hiervan verscheen in 1898 met de titel Taschenbuch der Zeitrechnung des deutschen Mittelalters und der Neuzeit. Van deze klassieker van de geschiedenis (hulpwetenschap), meestal kortweg aangeduid als de "kleine Grotefend", verscheen in 2007 de veertiende druk. De rekenmodules zijn tegenwoordig ook beschikbaar op internet.